# Paragominas (tiểu vùng)
Paragominas là một tiểu vùng thuộc bang Pará, Brasil. Tiều vùng này có diện tích 48378 km², dân số năm 2007 là 216054 người.